# 中国计算机学会夏培肃奖
中国计算机学会夏培肃奖是中国计算机学会于2014年设立的奖项，奖励在学术、工程、教育及产业等领域，为推动中国的计算机事业做出杰出贡献、取得突出成就的中国计算机学会女性会员，每年获奖者不多于2名。该奖项最初名为中国计算机学会杰出女计算机工作者奖，2016年起更为现名，以纪念著名女计算机科学家夏培肃。

## 历届获奖者
| 年份   | 获奖者 | 工作单位                     | 研究领域             |
| ------ | ------ | ---------------------------- | -------------------- |
| 2014年 | 黄永勤 | 江南计算所                   | 超级计算机研制       |
| 2015年 | 张兆庆 | 中国科学院计算技术研究所     | 编译技术             |
| 2015年 | 王珊   | 中国人民大学                 | 数据库研究与发展     |
| 2016年 | 蔡莲红 | 清华大学                     | 语音识别、语音合成   |
| 2017年 | 屈婉玲 | 北京大学                     | 离散数学、算法课程   |
| 2018年 | 李晓梅 | 航天工程大学                 | 并行算法             |
| 2018年 | 于洪志 | 西北民族大学                 | 藏文信息处理         |
| 2019年 | 陈左宁 | 中国工程院                   | 高性能计算           |
| 2019年 | 黄令仪 | 龙芯中科技术有限公司         | 计算机核心器件       |
| 2020年 | 陈堃銶 | 北京大学                     | 汉字激光照排系统     |
| 2020年 | 王小云 | 清华大学                     | 密码哈希函数         |
| 2021年 | 金芝   | 北京大学                     | 软件工程             |
| 2021年 | 史元春 | 清华大学                     | 人机交互、普适计算   |
| 2022年 | 阎保平 | 中国科学院计算机网络信息中心 | 计算机网络、科学计算 |
| 2022年 | 杜军平 | 北京邮电大学                 | 信息检索、人工智能   |